# Невські мелодії
Невські мелодії (рос. Невские мелодии) — радянський художній фільм 1959 року, знятий на кіностудії «Ленфільм».

## Сюжет
Молодий конструктор Альоша (Олексій Кожевников) задумав написати музичний огляд. Він уже вирішив, що герої цього огляду будуть схожі на його друзів Васю і Машу, але ось який придумати сюжет? І, роздумуючи над цим, автор бродить по вулицях Ленінграда. Вася і Маша недавно одружилися, і з боку здається, що у них безхмарне щастя. А тим часом в родині молодят назріває конфлікт. Вася не хоче зрозуміти захоплення Маші художньою самодіяльністю. Маші теж нелегко — вона працює, вчиться, а тут ще їй необхідно вирішити, в якому оркестрі співати — в заводському або студентському. Через це не на жарт розгорілася суперечка двох диригентів. Зрештою молоде подружжя помирилося. Васі довелося поступитися. Він зрозумів, що Маша не може не співати. І Маші більше не доведеться «розриватися»: фабком об'єднав обидва оркестри. Так життя підказало молодому автору і сюжет і конфлікти. Тепер йому залишається тільки сісти і написати задуманий огляд. Він буде називатися «Невські мелодії».

## У ролях
- Олексій Кожевников — Олексій
- Борис Матюшкін — Вася
- Гренада Мнацаканова — Маша
- Петро Меркур'єв — Ігор
- Сергій Філіппов — негативний тип

## Знімальна група
- Режисер — Йосип Шапіро
- Сценарист — Олександр Хазін
- Оператор — Олександр Ксенофонтов
- Композитор — Василь Соловйов-Сєдой
- Художник — Ігор Вускович